# Ewald Joachim von Wedel
Ewald Joachim von Wedel (* 1676; † 1750) war ein preußischer Jurist. Er war der letzte Präsident des 1747 aufgelösten Hofgerichts Stettin. 
Er war ein Angehöriger des uradligen, seit dem 13. Jahrhundert in Hinterpommern ansässigen Adelsgeschlechts von Wedel. Sein Vater Heinrich Caspar von Wedel (* 1626; † 1703) war Erbherr auf Voßberg und auf Freienwalde, einer Mediatstadt der Familie Wedel, und hatte als Offizier in der französischen Garde gedient. Seine Mutter war eine geborene von der Osten. 
Wedel studierte ab 1695 Rechtswissenschaften an der Universität Königsberg. 
Er ging in den preußischen Justizdienst. 1714 wurde er Hofgerichtsrat. 1715 wechselte er als Referendar zur Pommerschen Regierung, wo er zum Regierungsrat, 1732 dann zum Geheimen Rat und Konsistorialdirektor aufrückte. 
Im Jahre 1740 wurde er 2. Präsident des Hofgerichts, das 1739 von Stargard nach Stettin verlegt worden war. Später wurde er Präsident des Hofgerichts. Als das Stettiner Hofgericht 1747 aufgelöst wurde – seine Aufgaben wurden der Pommerschen Regierung zugelegt – wurde Wedel pensioniert und starb drei Jahre später. 
Er war Erbherr auf Voßberg, wo ihm der Anteil Voßberg A  gehörte, und auf Mellen, wo ihm der Anteil Mellen B gehörte.
Ewald Joachim von Wedel war in erster Ehe mit Henriette Margarethe, ebenfalls eine geborene von Wedel, verheiratet. Nach ihrem Tod heiratete er Marie Helene, eine geborene von Massow. Sein einziger Sohn Caspar Otto von Wedel erbte nach seinem Tode Voßberg A und Mellen B. Dessen Sohn Heinrich Kaspar von Wedel (* 1778; † 1858) wurde Offizier und Ritter des Pour le Mérite.